# رالف لوف
رالف لوف (بالإنجليزية: Ralph Love)‏ هو سياسي نيوزلندي، ولد في 16 سبتمبر 1907، وتوفي في 22 أغسطس 1994. حزبياً، نشط في حزب العمال النيوزيلندي.